# Nikolaus Koch (Verleger, 1847)
Nikolaus Koch (* 31. März 1847 in Trier; † 23. Juli 1918 ebenda) war ein deutscher Verleger und Publizist. Er ist der Mitgründer des Trierischen Volksfreunds.
Nach dem Tod seines Mitgründers Nikolaus Philippi war Koch Alleininhaber von Zeitung und Druckerei. Sein Sohn Nikola (1873–1935) führte nach Kochs frühem Tod dessen Verlagsgeschäfte beim Trierischen Volksfreund fort.
In Kochs Vermächtnis hieß, dass der Trierische Volksfreund stets „seine vermittelnde Stellung unter den Konfessionen behalten, für Wahrheit, Recht und Freiheit sollte er allerwegen furchtlos eintreten“ solle. Diesen Worten besann man sich insbesondere zur Zeit des Nationalsozialismus.
Nach Koch ist der Nikolaus-Koch-Platz benannt.
Koch war der Großvater von Nikolaus Koch.